# マネースクエア
株式会社マネースクエアは、外国為替証拠金取引やCFDを扱う金融先物取引業者。本社は東京都港区にある。株式会社マネースクエアＨＤの100%子会社。
マスコットキャラクターはトラリピくん。

## 概要
マネースクエアは、創業当初から「マネーゲームではない資産運用としてのFX・CFD」というコンセプトを掲げ、2018年4月の第二創業スタート時には、「企業理念-MONEY SQUARE Way」を制定、「アイデアとテクノロジーでNIPPONの資産運用の未来を創る」というビジョンを発表。同時期には「Strategy Statement」を策定し、「腹落ち感のあるミドルリターン投資」を通じて社会に貢献するという自社の存在意義を表明した。
その特徴として、中長期的な資産形成に取り組むにあたっての投資家教育や独自の注文手法の提供しており、特に注文手法としては、特許を取得した「トラップトレード」（特許第4278664号）、「リピートイフダン」（特許第4435139号）、「トラップリピートイフダン（略称「トラリピ」登録番号：第5297891号、第5390593号）」（特許第4445006号）などがあり、「トラリピ」に関しては、顧客の70％以上が使用。
2018年5月末時点、特許件数業界NO.1 を記録。
「顧客からの預り資産と会社資産の分別管理」、「顧客からの預資産全額信託」に関しては、2009年8月1日に施行された金融商品取引業等に関する内閣府令施行以前より取り組んでいる。
投資家教育に力を入れており、FXの知識や市況情報のみならず、トラリピを使いこなすためのレポートや動画をタイムリーに配信している。
「Ｍ２ＪＦＸ アカデミア」などの教育プログラムが評価され、世界中のFX会社のサミット「フォレックス・マグネイト東京サミット 2013」で「ベスト・エデュケーショナルブローカー賞」を受賞した。
米国の経済誌Forbesのアジア版「フォーブス・アジア」が選ぶ「Asia's 200 Best Under A Billion」の1社に選ばれた。また、2015年度のオリコン顧客満足度ランキング「FX取引」部門の4項目で1位を獲得している。

## 沿革
- 2002年10月、株式会社マネースクウェア・ジャパンを東京都品川区に創業（資本金6500万円）
- 2007年10月25日、大阪証券取引所ヘラクレスに上場
- 2013年3月1日、東京証券取引所二部へ上場
- 2014年3月3日、東京証券取引所一部に指定
- 2014年5月20日、マネースクウェア・ジャパン分割準備株式会社 設立
- 2014年10月1日、株式会社マネースクウェアHD（初代）に商号変更。吸収分割により、外国為替証拠金に係る全事業を株式会社マネースクウェア・ジャパン（旧社名: マネースクウェア・ジャパン分割準備株式会社、2014年10月1日付で商号変更）に承継し持株会社体制へ移行[5]。
- 2016年10月31日、マネジメント・バイアウトを目的に設立された株式会社インフィニティが株式公開買付けを実施し、60.17%の株式を取得。
- 2017年1月20日、東京証券取引所一部上場廃止
- 2017年4月1日、株式会社インフィニティが株式会社マネースクウェアHD（初代）を吸収合併し、株式会社マネースクウェアHD（2代）に商号変更。
- 2018年4月1日、親会社の株式会社マネースクウェアHD（2代）が株式会社マネースクエアHDに、株式会社マネースクウェア・ジャパンが株式会社マネースクエアに、それぞれ商号変更[6]。

## トラリピくん
マネースクエアのマスコットキャラクター。チャートの形しっぽや、頭のしまもようの円マーク（￥）がチャームポイント。
投資家の皆様のため24時間働いている。公式ツイッターでFXやCFDのお取引に役立つ情報やオトクなキャンペーン情報を発信している。トラリピくんの紹介ページでは、トラリピくんのカレンダーや壁紙が提供されており、４コマまんがも掲載されている。
2021年12月31日にもいろクローバーZ主催「第5回 ももいろ歌合戦」に出演した。

## 提供番組
- ザ・マネー　～西山幸四郎のFXマーケットスクエア～ - ラジオNIKKEI第1放送で毎週金曜日（15:10～16:00、2014年4月4日 - ）